# Vis (stad)
Vis (stad) (italienska: Lissa) är huvudorten på ön Vis i den dalmatiska skärgården i Kroatien. Byn, som ligger på öns nordkust har 1 960 invånare och är starkt präglad av turismen med gästhamn och restauranger.